# 斯泰爾AUG突擊步槍
Steyr AUG（直译：「“陸軍通用步槍”」）是一款由奧地利槍械製造商斯泰爾-曼利夏於1977年推出的軍用突擊步槍，為史上首款獲正式採用並大量裝備的犢牛式軍用步槍。該槍最早於1978年被奧地利聯邦軍採納為制式步槍，並將其命名為“StG 77”（Sturmgewehr 77；意爲：77型突擊步槍），後來也被多國的軍隊和執法機關所採用。

## 設計
AUG運用了跟當代軍用步槍不同的犢牛式佈局設計，使得全槍的長度在不影響彈道表現下比採用傳統佈局的步槍縮短了25％，並同時配有1.5倍放大倍率的光學瞄準鏡。該瞄準鏡頂部設有後備照門，以便槍械在瞄準鏡被破壞後仍可使用。較新的A2及A3型則以皮卡汀尼導軌取代了舊版AUG及A1型的固定式瞄準鏡。
5.56毫米口徑的AUG運用短行程活塞導氣原理，轉拴式槍栓方式運作，一般使用30或42發容量半透明彈匣供彈，射手可以快速的檢視子彈存量。9毫米口徑版本則運用較簡單的反沖作用工作方式，供彈具為斯泰爾MPi 69衝鋒槍的25發彈匣。AUG是1970—1980年代期間少數擁有模組化設計的步槍，它的槍管可快速拆卸，並能夠與槍族中的長管、短管和重管互換使用。除較新的A3型外，大部份型號的槍管下方均設有可摺疊式前握把，取代了一般步槍的護木設計。部份較新的衍生型則在槍管上添加了皮卡汀尼導軌安裝平台，取代了原本的前握把。
AUG的控制系統可左右對換。該槍沒有快慢機，其大約9磅釋放壓力的扳機同時控制射擊模式的選擇，第一段為半自動射擊模式，而扳機繼續扣則進入第二段的全自動射擊模式。該槍的拉機柄採用了類似H&K G3步槍及衍生型的可鎖定式設計，即拉到後方可將其卡在上方的鎖槽，由於此時槍栓也被固定在後方，裝填彈匣時不會被其妨礙而更流暢，最後射手釋放拉機柄時槍栓也會一同向前復位，順便從彈匣內推一發子彈上膛。較新的A3型則加入了槍栓釋放鈕。

## 採用
由於設計優異、品質高及性能良好，AUG獲得多國軍警採用。
目前已知奧地利、愛爾蘭共和國、澳洲、紐西蘭、馬來西亞、阿根廷和沙特阿拉伯等國的軍隊現在或過去皆以AUG作制式步槍。
在2011年敘利亞內戰當中，自由敘利亞軍的戰士從不明渠道取得了一些AUG並在實戰中投入使用。這批步槍的序編號均被刪去，因此它們的來源仍然成謎。

## 生產
除了奧地利斯泰爾-曼利夏的原廠生產版本外，AUG也有在外國生產。
馬來西亞的SME工廠在1991年獲斯泰爾公司授權生產AUG，並在2004年跟斯泰爾公司共同生產。
澳洲為其授權生產的AUG重新命名為“F88 Austeyr”，目前仍然為澳洲國防軍的制式步槍。
美國的Microtech Small Arms及Tactical Products Design等小型槍廠也有生產AUG的半自動民用型。
中華民國國防部聯合後勤司令部第二〇五兵工廠製造，曾少量引進AUG步槍並以其為藍本進行仿製，成品被命名為T68突擊步槍，國防部陸軍司令部原預定裝備於空降旅及裝甲旅，後取消裝備改少量配發於陸軍航空特戰指揮部轄下之高空排、101兩棲偵察營、高空特種勤務中隊等特種單位進行槍械測試，但因未取得斯泰爾-曼利夏生產步槍的專利授權而全數銷毀，僅留下兩把原型槍存放於國防部軍備局生產製造中心第205廠廠內兵器館進行科教展示。

## 优缺点

### 優點
- AUG突擊步槍集犢牛式佈局，塑料槍身、影片監視系統、模塊化四大優點於一身：易攜帶、耐腐蝕、使用壽命長、配備高倍瞄準鏡、模組化的部件設計方便拆卸。
- AUG是一種把以往多種已知的設計意念聰明地組合起來，結合成一個可靠美觀的整體：
- 犢牛式佈局：斯泰爾AUG不是第一款軍用犢牛式步槍，事實上納粹德國的Spz-kr、英國的EM-2、XL64和蘇聯的TKB-022等比起AUG更早出現。法國的犢牛式步槍—FAMAS也跟AUG一樣在1970年代公佈。
- 塑料製的武器主體：早在1962年，蘇聯的一種實驗型犢牛式步槍TKB-022就已經採用了塑料槍身，而FAMAS也同樣具備這個特徵。
- 採用望遠瞄準鏡為標準瞄具：1940年代後期英國的EM-2犢牛式步槍和加拿大的試驗型FN FAL都配備有一個低倍率的望遠瞄準鏡作為基本瞄準具。
- 模組化設計：最先由相同機匣和運作部件為基礎所組成的各種不同的武器（自動步槍、輕機槍、卡賓槍）的模組化系統，最先是由法國的羅西尼亞爾和蘇俄的費德洛夫分別在1920年代研製的。

### 缺点
- 原廠瞄准镜和把手太小，不利於近身格鬥。
- 结构较复杂，活塞与前握把挨得很近，易灼伤射手握持握把的手，扳机力偏大，光学瞄具视场小，必须达到镜轴眼轴重合的要求，另外要用扣扳機的力度控制发射方式，这令射手难以获得迅速准确的射击效果。
- 彈殼排出口貼近面部。需更改小零件才能實現左右手互換射擊，於巷戰需隨時更改射擊角度時存在劣勢。

## 使用者
- 阿富汗[5]
- 阿尔及利亚
- 阿根廷
  - 阿根廷武裝部隊（A1）
- 奥地利
  - 奧地利聯邦軍（A1、A2、A3）
  - 奧地利聯邦內務部眼鏡蛇作戰司令部（A1）
- ：獲授權於當地生產並命名為「F88 Austeyr」及「EF88 Austeyr」。
  - 澳洲國防軍
- 比利时
  - 比利斯聯邦警察特別單位（英语：Federal Police Special Units）（A1、A1 9mm）
- 玻利维亚
- 巴西
- 保加利亚
  - 特別反恐部隊（英语：SOBT）
- 喀麦隆
- 智利
- 哥伦比亚
- 捷克
- 东帝汶
- 赤道几内亚
- 爱沙尼亚
- 福克蘭群島
  - 福克蘭群島防衛部隊（A1；已被L85A2所取代）
- 法國
  - 國家憲兵干預組（A1）
- 德国
  - 德國聯邦警察GSG 9
  - 德國邦警察（英语：Landespolizei）特別行動突擊隊
- 印度
- 印度尼西亞
  - 特種部隊單位
  - 特警單位
- 愛爾蘭
  - 愛爾蘭國防軍（A1、A2、A3）
- 義大利
- 约旦
- - 特警單位（A1）
- 拉脫維亞
- 利比亞
- 立陶宛
- 盧森堡
  - 盧森堡陸軍（A1；即將被HK416A8所取代）
- 马来西亚：獲授權於當地生產。
  - 馬來西亞武裝部隊（已退役）
- 蒙特內哥羅
- 摩洛哥
- 荷蘭
- 新西兰
  - 紐西蘭國防軍（採用由澳洲生產的型號，已被LMT MARS-L所取代）
- 阿曼
- 巴基斯坦
- 菲律賓
- 波蘭
  - 波蘭武裝部隊行動應變及機動組
- 葡萄牙
- 羅馬尼亞
- 中華民國
  - 中華民國陸軍航空特戰指揮部
- 沙烏地阿拉伯
- 塞爾維亞
  - 反恐特別部隊（A1）
- 瑞典
- 泰國
- 突尼西亞
- 土耳其
- 乌克兰
  - 烏克蘭內務部特種部隊單位（AUG A1 HBAR）
  - 烏克蘭武裝部隊（俄羅斯入侵烏克蘭期間獲澳洲軍援）
- 阿联酋
- 英国
  - 部份武裝警察單位
- 美国
  - 美國移民局（A1；目前已退役）
  - 部份地方警察局的特種武器和戰術部隊
- 乌拉圭
- 委內瑞拉
- 辛巴威

## 衍生型

Steyr AUG A1（508毫米槍管）

Steyr AUG A2（407毫米槍管）

Steyr AUG A3

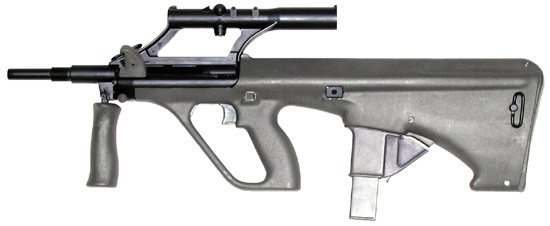
Steyr AUG 9mm衝鋒槍

### 突擊步槍衍生型
Steyr AUG A1：1982年推出，為AUG的改進版本，有橄欖色和黑色版本，配備20吋槍管。
Steyr AUG A2：1997年12月推出，與AUG A1相似，具有重新設計的槍機拉柄，可拆卸式瞄準鏡，同時配備皮卡汀尼導軌，配備16吋槍管。
Steyr AUG A3：與AUG A2相似，皮卡汀尼導軌重新設計在機匣頂部，並且在側邊添加了槍栓釋放紐。
Steer AUG A3SF（AUG A2 Commando、StG 77 A2）：2007年底獲奧地利特種部隊獵人突擊隊採用，與AUG A2相似，配備皮卡汀尼導軌和提供1.5倍和3倍放大倍率的可拆卸式集成瞄準鏡。
Steyr AUG M203：裝有M203榴彈發射器的AUG A1。
Steyr AUG AG-C：裝有HK AG-C/EGLM附加型榴彈發射器的AUG A1。

### 衝鋒槍衍生型
- AUG Para（AUG SMG、AUG 9mm）：1988年開始生產，採用9×19公釐帕拉貝倫彈的衝鋒槍版本，使用斯泰爾MPi 69衝鋒槍的彈匣供彈，運作方式是反沖作用，而非步槍的氣動式。與AUG A1不同的套件包括：槍管、槍栓、彈匣，以及彈匣適配器。只要更換上述套件可將任何版本的AUG改裝為AUG Para。

### 輕機槍和狙擊槍衍生型
- Steyr AUG LMG：轻机枪型，配用42发弹匣，採用開放式槍栓，配備4倍光學瞄準具。
- Steyr AUG HBAR：重槍管自动步枪型。
- Steyr AUG HBAR–T：重槍管精確射擊型。

### 半自動衍生型
- Steyr AUG P：AUG A1，短槍管版本。
- Steyr AUG P Special Receiver：AUG P，皮卡汀尼導軌版本。
- Steyr AUG Z：民用型。
- Steyr USR：美國市場專用，民用型。

### 澳洲軍用型
F88及其型號包括：
- F88：標準型，與AUG A1相同。
- F88C：卡賓槍版本，配備407毫米槍管，與AUG A2相同。
- F88S：配有戰術導軌版本，與AUG A3相同。
- F88 GLA：裝有M203PI，與AUG M203相同。
- F88T：.22 LR口徑訓練步槍版本。
- F88A4：改進試驗型，裝有M203PI及戰術配件[7]。
- EF88：F88 GLA的改进型，装有皮卡汀尼导轨用以安装战术附件。
- F90：EF88的出口版本。
- F90MBR：F90的改進版本，可使用STANAG彈匣供彈。

### 仿製型
- MSAR STG-556：於2007年SHOT SHOW（美國著名槍展）亮相的版本，MSAR STG-556以AUG A1重新設計而成，加入了復進助推器及M16突擊步槍的槍栓固定卡榫，分為半自動運動步槍型及軍用自動步槍型，由美國生產[8]。
- TPD USA AXR：同樣於2007年SHOT SHOW中亮相，由生產，以AUG A2修改而成的半自動版本，改用STANAG彈匣，主要供民用及執法部門使用[9]。
- T68突擊步槍：由中華民國國防部聯合後勤司令部第二〇五兵工廠製造，曾少量引進AUG步槍並以其為藍本進行仿製，成品被命名為T68突擊步槍，國防部陸軍司令部原預定裝備於空降旅及裝甲旅，後取消裝備改少量配發於陸軍航空特戰指揮部轄下之高空排、101兩棲偵察營、高空特種勤務中隊等特種單位進行槍械測試，但因未取得斯泰爾-曼利夏生產步槍的專利授權而全數銷毀，僅留下兩把原型槍存放於國防部軍備局生產製造中心第205廠廠內兵器館進行科教展示。

## AUG突擊步槍與現代世界相若的突擊步槍比較
|                        | 俄羅斯 · AK-12                            | 美国 · M16A4         | 比利时 · FN SCAR L-STD | 德国 · HK416 A5-16.5" | 德国 · HK G36              | 奥地利 · 斯泰爾AUG A3 | 義大利 · 貝瑞塔ARX-160 | 瑞士 · SIG SG 550      | 中華民國 · T91步槍     |
| ---------------------- | ----------------------------------------- | -------------------- | ---------------------- | --------------------- | -------------------------- | --------------------- | ---------------------- | ---------------------- | ---------------------- |
| 外觀                   |                                           |                      |                        |                       |                            |                       |                        |                        |                        |
| 採用年份               | 2018年                                    | 2002年               | 2007年                 | 2005年                | 1997年                     | 2005年                | 2009年                 | 1990年                 | 2002年                 |
| 重量（不含彈匣），公斤 | 3.3                                       | 3.4                  | 3.545                  | 3.56                  | 3.63                       | 3.9                   | 3.1                    | 4.1                    | 3.17                   |
| 槍托伸展全長，毫米     | 945                                       | 1,033                | 900                    | 951                   | 999                        | 745                   | 920                    | 998                    | 880                    |
| 槍管長度，毫米         | 415                                       | 508                  | 368                    | 419                   | 480                        | 455                   | 406                    | 528                    | 406                    |
| 子彈                   | 5.45×39毫米 蘇聯口徑 5.56×45毫米 北約口徑 | 5.56×45毫米 北約口徑 | 5.56×45毫米 北約口徑   | 5.56×45毫米 北約口徑  | 5.56×45毫米 北約口徑       | 5.56×45毫米 北約口徑  | 5.56×45毫米 北約口徑   | 5.56×45毫米 北約口徑   | 5.56×45毫米 北約口徑   |
| 發射模式               | 半自動 兩發點放 全自動                    | 半自動 三發點放      | 半自動 全自動          | 半自動 全自動         | 半自動 全自動              | 半自動 全自動         | 半自動 全自動          | 半自動 三發點放 全自動 | 半自動 三發點放 全自動 |
| 發射速率，發／分鐘     | 600—700                                   | 700—950              | 550—650                | 700—900               | 750                        | 680—750               | 700                    | 700                    | 800-850                |
| 槍口初速，米／秒       | 900                                       | 948                  | 800                    | N/A                   | 920                        | N/A                   | N/A                    | 980                    | 840                    |
| 有效射程，米           | 625—800                                   | 600                  | 500                    | 500                   | 500                        | 450                   | 400—600                | 650                    | 400—600                |
| 彈匣容量，發           | 30 （60／95）                             | 30 （20／100）       | 30 （20／100）         | 30 （20／100）        | 30 （100）                 | 30 （42／100）        | 30 （20／100）         | 20 （5／10／30）       | 30 （42／100）         |
| 標準瞄準具型式         | 機械瞄具                                  | 機械瞄具             | 機械瞄具               | 機械瞄具              | 3倍光學瞄準鏡 準直式瞄準鏡 | 1.5倍光學瞄準鏡       | 開放式瞄具             | 機械瞄具               | 機械瞄具               |
| 步槍瞄準鏡安裝型式     | 皮卡汀尼導軌                              | 皮卡汀尼導軌         | 皮卡汀尼導軌           | 皮卡汀尼導軌          | 皮卡汀尼導軌               | 皮卡汀尼導軌          | 皮卡汀尼導軌           | 皮卡汀尼導軌           | 皮卡汀尼導軌           |
| 榴彈發射器             | GP-25／GP-30／GP-34                       | M203 M320            | FN40GL                 | HK AG-C/EGLM          | HK AG36                    | M203 HK AG-C/EGLM     | 貝瑞塔GLX-160          | SIG GL 5040            | T85                    |

## 流行文化

### 電影
- 1988年—《終極警探》：型號為AUG A1，由卡爾·弗雷斯基（亞歷山大·戈杜諾夫（英语：Alexander Godunov）飾演）使用。
- 1996年—：型号为F88 Austeyr，在剧中被命名为“UFO来福枪”，由李香琴（袁詠儀飾演）所使用，片中子彈為“痰罐224”，實質是5.56北約子彈。
- 2004年—：一名飾演匪徒的配角演員在警匪槍戰的一幕中使用AUG步槍。
- 2012年—：型號為AUG A3，由吉恩·維蘭（尚-克勞德·范·達美飾演）所使用。
- 2014年—：型號為AUG A1卡賓槍型，黑色槍身，由「死亡醫生」（衛斯里·史奈普飾演）所使用。
- 2018年—《红海行动》：型号为AUG A3，由中国人民解放军海军“蛟龙突击队”卫生兵陆琛（郭家豪饰）用在潜入小镇的任务中。

### 電視劇
- 2015年—：型號為AUG A1卡賓槍型和AUG A2，由泰國境內的日本黑幫所使用，前者亦曾被德米安·斯科特（蘇利文·斯坦布萊頓飾演）所繳獲。
- 系列

### 電子遊戲
- 1999年—：型號為AUG A1，使用灰色槍身，命名為「Bullpup」，為反恐部隊的專用武器，重新裝填时会手动锁定枪机，更换弹匣后会使用“HK拍击”方式上膛。奇怪地在使用瞄準鏡時僅會將遊戲畫面拉近。
- 2002年—：型號為AUG A1，為在中国境内使用的武器之一。
- 2003年—：同絕對武力。重新裝填时会手动锁定枪机，更换弹匣后会使用“HK拍击”方式上膛。奇怪地在使用瞄準鏡時僅會將遊戲畫面拉近。
- 2004年—：型號為AUG A1，使用軍綠色槍身，命名為「Bullpup」，為反恐部隊的專用武器，重新裝填时会手动锁定枪机，更换弹匣后会使用“HK拍击”方式上膛。奇怪地發射7.62×51mm NATO口徑子彈，而且在使用瞄準鏡時僅會將遊戲畫面拉近。
- 2007年—《Online》：型號為AUG A1与EF88：
  - AUG A1为隨遊戲登場武器，使用灰色槍身，造型上有著與實物不同的瞄準鏡，命名為「Bullpup」，為反恐部隊的專用武器。重新裝填时会手动锁定枪机，更换弹匣后会使用“HK拍击”方式上膛。奇怪地在使用瞄準鏡時僅會將遊戲畫面拉近。
  - EF88命名为「强袭AUG」，加装FN GL-1型榴弹发射器、ACOG TA31瞄准镜（不可使用）并在瞄准镜旁边加装一个可调式镜座以安装Trijicon RMR红点瞄准镜（不可使用），榴弹发射器奇怪的使用FN40GL的扳机并且在建模上穿过了枪械的握把护圈，奇怪的榴弹发射器扳机被当作榴弹发射器的拉机柄，而且在空倉重新裝填後玩家角色不會為槍械上膛。
- 2007年—《穿越火线》：型号为AUG A1以及AUG A3：
  - AUG A1命名为“Steyr AUG A1”，奇怪地第一人稱視角中的武器模組採用鏡像佈局（右手持枪时拉機柄位於右边），以30发弹匣供彈，重新裝填时会手动锁定枪机，更换弹匣后会使用“HK拍击”方式上膛。无军衔限制，使用14,000GP即可购买并永久使用。拥有改型“Steyr AUG A1-A”以及“新AUG A1”：
    - Steyr AUG A1-A使用沙色迷彩枪身以及以35发弹匣供彈，以CF点作时限贩卖；
    - 新AUG A1使用金色数码迷彩枪身以及35发弹匣，且右键放大功能修改为正确使用瞄准镜瞄准，为活动武器。

  - AUG A3命名为“斯泰尔 AUG A3”，加装辅助握把以及全息瞄准镜，30发弹匣，以CF点作时限贩卖。
- 2008年—《戰地之王》：遊戲中型號為：AUG A1和AUG A3（步槍兵使用）以及AUG A3 SF（偵查兵使用），以上三者皆在商城以歐元作永久販賣，AUG A3和AUG A3 SF為可改裝型，AUG A3 SF在遊戲中命名為「AUGA2」。
- 2008年—：型號為AUG A3近戰型，命名為“AUG”，裝有M203榴彈發射器，聯機模式中為突擊兵解鎖武器。奇怪地30發彈匣內可載50發子彈及在空倉重新裝填後玩家角色不會為槍械上膛。
- 2009年—及重製版：型號為AUG A2（戰役模式）及AUG HBAR-T（聯機模式），統一命名為“AUG HBAR”，歸類為輕機槍，使用軍綠色槍身和以42發彈匣供彈，在戰役模式及特種作戰模式中裝有原廠提供的光學瞄準鏡，而在配備機械瞄具時會奇怪的欠缺後照準器，另外在射擊時拉機柄會奇怪的隨槍栓一同復進（此問題在重製版中得到修正）。戰役模式中由俄羅斯極端民族主義黨武裝力量所使用。在聯機模式於等級32解鎖，並可使用前握把、紅點鏡、全息瞄準鏡、消音器、心跳探測儀、ACOG光學瞄準鏡、熱能探測式瞄具、全金屬披甲彈（英语：Full metal jacket bullet）及延長彈匣（增至63發）。
- 2010年—：命名為“AUG”。戰役模式中的型號為AUG A1，使用軍綠色槍身，奇怪地會在1960年代出現並由美國中央情報局特別活動部所使用。聯機模式時的型號為AUG A2，同樣使用軍綠色槍身和不合理的出現在1960年代，配備從機匣頂部的導軌安裝的Troy（英语：Troy Industries）機械瞄具（奇怪地被前後倒置地安裝），於等級26解鎖，並可使用榴彈發射器、Masterkey、紅點鏡、延長彈匣（增至45發）、消音器、火焰噴射器、ACOG光學瞄準鏡（實際上為A1型的原廠瞄準鏡）、紅外線探測式瞄具、反射式瞄準鏡及雙彈匣。此槍在殭屍模式中亦有出現，並有一款稱為「AUG-5OM3」的改型。
- 2010年—：型號為AUG A3近戰型，命名為“STG.77 AUG”，裝有M203榴彈發射器，聯機模式中為突擊兵解鎖武器。奇怪地空倉重新裝填後玩家角色不會為槍械上膛。
- 2011年—《3》：型號為AUG A3近戰型，使用軍綠色槍身，命名為“AUG”，奇怪地能夠手動切換射擊模式。為資料片"短兵相接"新增武器，經過任務：牧羊人（Shepard）10次小隊復活，30次突击步枪擊殺后方可解鎖獲得并擁有18種套件隨使用解鎖。
- 2012年—：型號為AUG A3，命名為「AUG」，使用軍綠色槍身，造型上使用42發彈匣供彈但只裝填30發，為反恐部隊的專用武器。奇怪地枪上安装的ACOG瞄准镜变为了反射式瞄准镜。
- 2012年—：只在多人遊戲中登場。型號為AUG A3，使用卡其色槍身，被誤稱為“F88”，為前鋒兵的可用武器。
- 2012年—《战争前线》：型号为AUG A3，AUG HBAR和AUG A3 9MM。
  - AUG A3被命名为“AUG A3”，使用16英寸枪管，以30发弹匣供彈。为步枪手专用武器，同时亦在生存模式中加装激光瞄准器后由黑木帝国特种兵所使用，K点购买，并可以改装枪口配件（通用消音器、突击消音器、突击制退器、突击刺刀）、战术导轨配件（通用握把、突击握把、突击握把架、枪挂型榴弹发射器）以及瞄准镜（EOTECH 553全息瞄准镜、绿点全息瞄准镜、ELCAN SpecterDS瞄准镜、红点瞄准镜、步枪高级瞄准镜、Trijicon ACOG瞄准镜）。
  - AUG HBAR被命名为“AUG A3 HBAR”，使用AUG A3的上导轨机匣，使用42发弹匣供彈载弹量却奇怪的为50发。为步枪手专用武器，拥有雪地迷彩涂装版本，所有版本均可以改装枪口配件（通用消音器、突击消音器、突击制退器）、战术导轨配件（通用握把、突击握把）以及瞄准镜（EOTECH 553全息瞄准镜、绿点全息瞄准镜、ELCAN SpecterDS瞄准镜、红点瞄准镜、步枪高级瞄准镜、Trijicon ACOG瞄准镜），预设装备双脚架。
    - 通常版本中国大陆服务器为专家解锁且有所削弱，威力更低且后座力更大；欧美与俄罗斯服务器服务器为K点武器，未被削弱。雪地迷彩版本只能通过生存模式“冷锋行动”系列地图通关奖励箱获得。

  - AUG A3 9MM被命名为“AUG A3 9MM XS”，以30发弹匣供彈。为工程兵专用武器，高级解锁，可以改装枪口配件（通用消音器、冲锋枪消音器、冲锋枪制退器、冲锋枪刺刀）、战术导轨配件（通用握把、冲锋枪握把、冲锋枪握把架）以及瞄准镜（EOTECH 553全息瞄准镜、绿点全息瞄准镜、红点瞄准镜、冲锋枪普通瞄准镜、冲锋枪高级瞄准镜、冲锋枪专家瞄准镜）。拥有雪地迷彩改装版本与流光迷彩改装版本，强化威力、精准度和载弹。
    - 雪地迷彩版本可以通过生存模式“冷锋行动”系列地图通关奖励箱以及抽奖获得，流光迷彩版本为STEAM专属DLC特供武器，只能通过购买STEAM专属DLC获得。
- 2013年—《絕對武力Online 2》：型號為AUG A1，命名為“AUG A1”。為反恐部隊專用武器。
- 2013年—《惡靈古堡：啟示》：型號為AUG A2，命名為「AUG」。戰役模式可於第五章取得。突擊模式則隨機掉落或出現在商店，稀有版本名稱為「毒針」。
- 2013年—：型號為AUG A2，可透過零件A3 Tactical改造為AUG A3，命名為「UAR」。
- 2013年—《4》：型號為AUG A3，命名為“AUG”，軍綠色槍身，載彈量30+1發，奇怪地能夠手動切換射擊模式。單人模式中能夠由主角丹尼爾·雷克（Daniel Recker）所使用。聯機模式中為突擊兵的解鎖武器。
- 2015年—：型號為AUG A2、AUG A3 9mm XS以及F90 MBR；
  - AUG A2为隨遊戲登場武器，命名为“AUG A2”，使用軍綠色槍身，由德國聯邦警察第九國境守備隊幹員和“白面具”恐怖份子所使用。
  - AUG A3 9mm XS于第三年追加下载内容“风城行动”（Operation Wind Bastion）中登场，命名为“AUG A3”，由摩洛哥皇家宪兵干预組（英语：Groupe d'intervention de la Gendarmerie royale）干员所使用。
  - F90 MBR于第四年追加下载内容“燃烧地平线行动”（Operation Burnt Horizon）中登场，命名为“F90”，由澳洲特種空勤團干员所使用。
- 2015年—：型號為AUG A3和AUG A3 9mm XS。
  - AUG A3命名為「AUG A3」，使用黑色槍身，為資料片「叛逃」新增的武器，歸類為突擊步槍，載彈量30+1發，奇怪地能夠手動切換射擊模式，能夠由執法機關和罪犯兩方操作者（Operator）所使用，價格為$48,000。可加裝各種瞄準鏡（反射、眼鏡蛇、全息瞄準鏡（放大1倍）、PKA-S（放大1倍）、Micro T1、SRS 02、Comp M4S、M145（放大3.4倍）、PO（放大3.5倍） 、ACOG（放大4倍）、PSO-1（放大4倍）、IRNV（放大1倍）、FLIR（放大2倍））、附加配件（傾斜式機械瞄具、傾斜式紅點鏡、延長彈匣（增至40+1發）、電筒、戰術燈、激光瞄準器、穿甲曳光彈）、槍口零件（制退器、補償器、重槍管、抑制器、消焰器）及握把（垂直握把、粗短握把、直角握把）。
  - AUG A3 9mm XS命名為「AUG Para」，使用黑色槍身，為資料片「大逃亡」新增的資料片獨有武器，歸類為衝鋒槍，載彈量32+1發，奇怪地能夠手動切換射擊模式，而且還具備三發點放模式。能夠由罪犯機械師（Mechanic）所使用（執法機關解鎖條件為：以任何陣營進行遊戲使用該槍擊殺1250名敵人後購買武器執照），價格為$50,000。可加裝各種瞄準鏡（反射、眼鏡蛇、全息瞄準鏡（放大1倍）、PKA-S（放大1倍）、Micro T1、SRS 02、Comp M4S、M145（放大3.4倍）、PO（放大3.5倍） 、ACOG（放大4倍）、PSO-1（放大4倍）、IRNV（放大1倍）、FLIR（放大2倍））、附加配件（傾斜式機械瞄具、傾斜式紅點鏡、電筒、戰術燈、激光瞄準器）、槍口零件（制退器、補償器、重槍管、抑制器、消焰器）及握把（垂直握把、粗短握把、直角握把）。
- 2015年—《戰術小隊》：型號為F88 Austeyr和EF88，由澳洲陸軍所使用。
- 2016年—《少女前線》：2018年活動限定獲得。
- 2017年—《荒野行動》：作為空投武器出現，使用小口徑子彈，配備2倍光学瞄准镜。
- 2017年—《絕地求生》：型號為AUG A3，作為只能夠在空投補給獲得的武器及全自動步槍出現，裝彈量為30發（擴容後為40發），可配備：所有突擊步槍槍口及彈匣、所有握把、紅點瞄準鏡、全息瞄準鏡、6倍及以下高倍瞄準鏡。
- 2018年—《無限法則》：作為空投武器在遊戲中出現，型號為AUG，彈匣容量為30發，裝備擴容彈匣能達到42發，能裝備8倍以下高倍瞄準鏡。
- 2019年—：型號為AUG A3 9mm XS（預設），歸類為衝鋒槍，命名為“AUG”，初次拔槍和空倉重新裝填時會使用“HK拍擊”方式上膛（使用“快手”技能後會改為按下槍栓釋放鈕），奇怪地能夠手動切換射擊模式，並錯誤地以保險裝置充當射擊選擇桿。戰役模式中由哈迪爾·卡里姆（使用定制的9mm和5.56mm版本）和巴可夫將軍屬下的俄軍部隊所使用。聯機模式中作為玩家起始衝鋒槍登場，並可進行定制改裝，例如：透過改裝槍管和口徑將其變更為類似於AUG A3的5.56毫米口徑突擊步槍。
- 2020年—《決勝時刻：黑色行動冷戰》：型號為AUG A1，命名為「AUG」，被歸類為戰術步槍（精確射手步槍）。奇怪地有且限定在三發點放模式。
- 2021年—《嚴陣以待》：於1.0版本實裝。型號為F90MBR，命名為“F90”。
- 2022年—《決勝時刻：現代戰爭II 2022》：型號為AUG A3、AUG H-BAR T和AUG A3 9mm XS，分別命名為“STB 556”、“HCR 56”和“MX9”。
- 2022年—《逃離塔科夫》：型號為AUG-A1、AUG-A3，可進行改裝。
- 2024年— 《三角洲行动》:命名为“AUG突击步枪”。

### 動畫
- 2003年—《神槍少女》：AUG A1為安潔麗卡所使用武器。
- 2009年—《幻灵镇魂曲》：型號為AUG A1，由吾妻玲二／Zwei和卡爾·迪本斯／Drei所使用。
- 2011年—《Fate/Zero》：AUG A1為久宇舞彌的專屬武器。
- 2012年—《枪械少女》：以拟人化少女出场，有两种模式，应该是短管型与标准型（508毫米枪管），但是片中注解称标准型为“轻型支援武器”。
- 2012年—《軍火女王》：登場型號為AUG A1。
- 2014年—《刀劍神域II》：於第四話在GGO的射擊靶場內出現使用AUG A1的玩家。

### 輕小說
- 2014年—《刀劍神域外傳Gun Gale Online》：AUG A1由TS小隊的兩名隊員所使用；F90由“新型AI”“凱恩”所使用，裝有下掛式榴彈發射器。

## 外部參考
- （英文）—steyrarms-AUG  （页面存档备份，存于）
- （英文）—steyraug.net
- （英文）—Steyr-AUG.com
- （英文）—5.56mm F88 Austeyr
- （德文）—奥地利軍用型Steyr-AUG圖像
- （英文）—愛爾蘭陸軍的AUG圖像
- （英文）—Remtek.com-Steyr HBar-T
- （英文）—愛爾蘭陸軍中的AUG
- （英文）—Modern Firearms—Steyr AUG （页面存档备份，存于）
- （中文）—D Boy Gun World（槍炮世界）—斯泰爾AUG （页面存档备份，存于）